# Wangcheng
Wangcheng (Chinês simplificado: 望城县; Chinês tradicional: 望城區) é um bairro (distrito/ condado) da cidade de Changsha, capital da província de Hunan, China. 
Wangcheng tem uma população de 523,489 habitantes (censo de 2010).

## Geografia
Localizada no centro-oeste de Changsha, no curso inferior do rio Xiang, Wangcheng faz fronteiras a leste com o Condado de Changsha; ao norte com os condados de Miluo e Xiangyin, ambos da cidade de Yiyang; a oeste com o Condado de Ningxiang; a sudoeste com o bairro de Yuelu; e a sudoeste com o bairro de Kaifu. Cobre uma área de 1.361 quilometros quadrados, contabilizando por 11,5% da cidade de Changsha.